# キンテックス駅
キンテックス駅（キンテックスえき）は、大韓民国京畿道高陽市一山東区に位置する首都圏広域急行鉄道A路線の駅である。

## 歴史
- 2024年9月3日：駅名が正式決定[1]。
- 2024年12月28日：開業[2]。

## 駅構造
2面2線相対式ホームであり、ホームドアが設置されている。
| ↑ 雲井中央 |
| \| 下      |
| 大谷 ↓     |

| 上り | 首都圏広域急行鉄道A路線 | 雲井中央方面 |
| 下り | 首都圏広域急行鉄道A路線 | ソウル駅方面 |

## 駅周辺
- キンテックス（コンベンション・センター）

## 隣の駅
首都圏広域急行鉄道
A路線
雲井中央駅 (X101) - キンテックス駅 (X102) - 大谷駅 (X103)